# Marcilly-la-Gueurce
Marcilly-la-Gueurce é uma comuna francesa na região administrativa de Borgonha-Franco-Condado, no departamento Saône-et-Loire. Estende-se por uma área de 10,86 km². Em 2010 a comuna tinha 127 habitantes (densidade: 11,7 hab./km²).